# 金台俊
金 台俊（キム・テジュン、1905年 - 1949年）は、朝鮮の文学者。筆名は「天台山人」。

## 人物
平安北道雲山郡出身。1926年に京城帝国大学予科入学。在学中には兪鎮午の経済研究会に加入し、1929年には帝大生の同人誌『新興』にも参加した。1931年の「朝鮮文語学会」や1934年の「震檀学会」の創立にかかわり、1931年に法文学部支那語学支那文学科卒業、同大学朝鮮語学科の講師や、経学院（現成均館大学校）内部に設置された明倫学院の専任研究員となる。1937年に日中戦争が勃発すると、日本統治下の朝鮮で朝鮮語その他の民族文化が滅亡の危機に晒される中、朝鮮語文学会や震檀学会などを組織して朝鮮学の研究と発展に努力した。
また1939年以後は朝鮮共産党再建のため地下活動に参加し、その中心人物であった李載裕が獄死した直後の1944年秋には警察の保護観察下にあったが、朴鎮洪らとともにソウルから中国へ脱出し、延安で在中国朝鮮人共産主義者による抗日民族統一戦線組織「朝鮮独立同盟」に参加し、武亭率いる朝鮮義勇軍に入隊し武装訓練を受けた。1945年の解放後は韓国に戻り、南朝鮮労働党文化部長となって反米闘争を展開したが、1949年秋に李承晩政権によって処刑された。
おもな著作に「朝鮮小説史」（1933年初版、平凡社東洋文庫の日本語訳は1939年の改版による）、「朝鮮漢文学史」（1933年、天台山人名義）、「朝鮮歌謡集」、中国紀行「延安行」（1946年から47年にかけて執筆、平凡社版『朝鮮小説史』の「解説」内で日本語に訳されている）などがある。

## 注
1. ↑  安宇植、1975、p329-330
2. ↑  死刑宣告は9月29日（安、1975、p403）